# Wavve
Wavve(웨이브)는 푹, oksusu를 통합해 SK텔레콤, 지상파 3사가 합작 운영하는 인터넷 기반 OTT 서비스다. SK브로드밴드가 운영하던 oksusu와 지상파 3사(KBS·MBC·SBS)가 합작 회사 콘텐츠연합플랫폼(CAP)을 통해 운영 중이던 푹(POOQ)을 합병했다. 2019년 8월 13일부터 공정거래위원회는 통합 OTT 출범으로 인한 경쟁 제한을 막기 위해 지상파 4사가 향후 3년 간은 다른 OTT에 방송 VOD를 안정적으로 공급하게 하는 등 시정 조치를 가하는 조건부 승인을 했다.

## 주요 채널
- 지상파 TV : KBS 1TV, KBS 2TV, MBC TV, SBS TV, EBS 1TV, EBS 2TV
- 종합 편성 : JTBC, MBN, 채널A, TV조선[3]
- 홈쇼핑 : GS SHOP, 현대홈쇼핑, 롯데홈쇼핑, NS홈쇼핑, GS MY SHOP, NS SHOP+, 현대홈쇼핑+샵, 신세계TV쇼핑, 쇼핑엔티, 롯데 ONE TV, K쇼핑
- 드라마 : KBS 드라마, MBC 드라마넷, SBS 플러스, 채널J, 채널W, Asia N, 채널차이나, 텔레노벨라, 엣지TV
- 예능 : KBS 조이, MBC 에브리원, SBS funE, SBS F!L, FUN TV, 라이프타임, 위라이크, 채널A플러스, MBN플러스, STATV
- 교양 : KBS 라이프, MBC ON, 동아TV, 폴라리스TV, 히스토리채널
- 뉴스 : YTN, 연합뉴스TV
- 경제 : 한국경제TV, 매일경제TV, SBS Biz[4]
- 정치 / 행정 : NATV 국회방송, 한국선거방송, KTV 국민방송, NBS 한국농업방송
- 종교 : CPBC 가톨릭평화방송, BBS불교방송, BTN불교TV, CBS 기독교방송, CTS기독교TV, CMTV
- 영화 : PLAYY 액션 영화, PLAYY 웰메이드 영화, PLAYY 프리미엄 영화, 시네마천국, AsiaM, 인디필름, THE MOVIE
- 스포츠 : SBS 골프, SBS 골프 2[5]
- 어린이 : 애니박스, 애니원, 애니맥스, EBS KIDS, 브라보키즈, 대교어린이TV
- 해외 : CCTV-4</ref> 다만 잠재적 종료 방송사 후보로는 CGTN, CCTV4, TV조선 등이 있다., CGTN[6], CGTN Documentary
- 음악 : MBC 뮤직, SBS M[7], All The K-Pop, 블렌딩 뮤직비디오
- 기타 : KBS 스토리, KBS N PLUS
- 정주행 채널 : MBC 무한도전, KBS 1박 2일, 레전드 시트콤, iHQ 맛있는 녀석들, KBS JOY 연애의 참견, MBC 서프라이즈, SBS 런닝맨, SBS TV 동물농장, SBS 미우새, MBC 라디오 스타, MBC 나 혼자 산다, KBS 슈퍼맨이 돌아왔다, 순옥 명작관, MBC 하이킥 24, MBC 드라마 정주행 24 LIVE, MBC 예능 정주행 24 LIVE, 자이언트 펭TV
- 라디오 - 다음과 같음
  - 지상파 라디오 : KBS 1RADIO, KBS 1FM, KBS 2RADIO, KBS 2FM, MBC RADIO, MBC FM, SBS RADIO, SBS FM, EBS FM, YTN FM, Gugak FM, TBS FM, CBS 라디오, CBS FM, CBS JOY4U, FEBC FM, BBS FM, WBS FM, CTS FM, BTN FM[8]
  - KISS 계열 라디오 : 최신 인기 가요, 당신을 위한 발라드, 8090 인기 가요, 2000년대 인기 가요, 최신 인기 가요, 재즈 라운지, 명품 클래식, 키스 더 트롯, 한국인이 사랑한 팝송

### 출범 이후 종료된 실시간 방송 채널
- 종합 편성 : JTBC[9]
- 예능 : JTBC2, JTBC4[10]
- 스포츠 : JTBC GOLF, JTBC GOLF & SPORTS, tvN SPORTS, SPOTV GAMES[11], IB SPORTS[12]
- 어린이 : 뽀로로TV
- 기타 : KOK TV
- 정주행 채널 : 정주행 채널, JTBC 아는 형님, JTBC 냉장고를 부탁해

### 추후 신설될 실시간 방송 채널
추후 새롭게 신설될 실시간 방송 채널은 다음과 같다.
- 드라마 : AXN
- 교양 : FTV
- 지역 : MBC NET, 9 Colors, OBS경인TV
- 교육 : 방송대학TV
- 스포츠 : 빌리어즈TV
- 해외 : 아리랑국제방송
- 어린이 : KBS 키즈
- 기타 : OBS W

## 오리지널 프로그램
2016년부터 자체 제작 프로그램 작품을 참여한다.

## 사용 가능한 국가
동남아시아에서는 Wavve go(웨이브 고) 서비스를 제공한다.
- 한국
- 싱가포르
- 인도네시아
- 말레이시아
- 필리핀
- 베트남
- 라오스
- 태국

## 참고 사항
- SBS 미디어넷 채널의 경우 2020년 4월부터 12월 초순까지 웨이브에서 실시간 방송 서비스가 중단되어 있었으나 2020년 12월부터 K쇼핑 신규 실시간 방송 채널 신설과 함께 실시간 TV 방송이 재개되었다.